# Stathmós Lefkothéas
Stathmós Lefkothéas är en ort i Grekland.   Den ligger i prefekturen Nomós Serrón och regionen Mellersta Makedonien, i den nordöstra delen av landet, 300 km norr om huvudstaden Aten. Stathmós Lefkothéas ligger 11 meter över havet och antalet invånare är 295.
Terrängen runt Stathmós Lefkothéas är kuperad norrut, men söderut är den platt. Stathmós Lefkothéas ligger nere i en dal.Runt Stathmós Lefkothéas är det ganska glesbefolkat, med 28 invånare per kvadratkilometer. Närmaste större samhälle är Alistráti, 6,0 km norr om Stathmós Lefkothéas. Trakten runt Stathmós Lefkothéas består till största delen av jordbruksmark.